# Omah Lay
Omah Lay (* 19. Mai 1997 in Port Harcourt, Nigeria als Stanley Omah Didia) ist ein nigerianischer Contemporary R&B- und Afrobeats-Sänger, Songwriter und Musikproduzent.

## Leben
Omah Lay wuchs in seiner Geburtsstadt Port Harcourt auf. Er besuchte die High School in Rivers und studierte im Anschluss an der University of Port Harcourt. Er stammt aus einer musikalischen Familie; sein Großvater spielte für den Sänger Celestine Ukwu, sein Vater war Schlagzeuger.
Seine eigene Musikkarriere startete er unter dem Namen Lil King. Bereits mit 16 Jahren begann er, für andere Künstler zu schreiben und zu produzieren und drei Jahre später, sich als Solokünstler zu etablieren. Am 22. Mai 2020 erschien seine erste EP Get Layd über Sire Records. In Nigeria wurde er schnell populär, seine EP erreichte Platz 1 der Apple-Music-Charts. Dies gelang ihm außerdem mit der Single You sowie als Featuring auf dem Song Infinity von Olamide.
International machte er sich ab dem 3. Juli 2020 als Newcomer über diverse Plattformen einen Namen. So gehörte er zu Apples Africa Rising Campaign, die ihr Augenmerk auf afrikanische Talente richtete. Er war Ende 2020 auf BBC Radio 1Xtras Liste Hot for 2021, war der erste afrikanische Künstler auf Audiomacks #UP Now Program für Newcomer, gehörte zu den 20 Artists to Watch in 2021 des Montreux Jazz Festival und war BETs Amplified International Artist of the Month im November 2020. Bei den 2020 Headies, dem wichtigsten nigerianischen Musikpreis war er in vier Kategorien nominiert und gewann den Next-Rated-Award.
Am 20. November 2020 erschien seine zweite EP What Have We Done. Am 14. Dezember 2020 wurde er zusammen mit der Sängerin Tems verhaftet, nachdem er trotz eines COVID-19-Lockdowns in Uganda aufgetreten war. Beide wussten nicht, das sie gegen Beschränkungen verstoßen hatten. Zwei Tage später entließ die Regierung von Uganda die beiden aus dem Gefängnis und entschuldigte sich förmlich bei ihnen.
Am 25. Juni 2021 veröffentlichte Masterkraft einen Remix Justin Biebers Single Peaches, bei dem auch Omah Lay mitwirkte.
ZU einer weiteren Zusammenarbeit mit Justin Bieber kam es bei dem 2022 veröffentlichten Track Attention, der anschließend auch auf dessen Debütalbum Boy Alone enthalten war. Mit dem Album spielte er in den Vereinigten Staaten und Kanada live. Mit dem Album gewann er 2023 auch einen Headie. 2023 war er zusammen mit Big Boss Vette auf dem Song I Can't Stop vertreten, der zum Soundtrack zu Spider-Man: Across the Spider-Verse gehört. Im gleichen Jahr erreichte er 1 Milliarde Streams auf Spotify.
2024 erschien mit Holy Ghost sein bisher größter Hit, zu dem Martin Solveig einen Remix verfertigte. In Deutschland erreichte seine Single Another Vibe mit dem Rapper Luciano die deutschen Singlecharts.

## Diskografie

### Alben
- 2023: Boy Alone (Sire Records, Key Qaad, UK: Silber)

### EPs
- 2020: Get Layd (Sire Records, Key Qaad)
- 2020: What Have We Done (Sire Records, Key Qaad)

### Singles
- 2019: Do Not Disturb
- 2019: Hello Brother
- 2020: Bad Influence
- 2020: You
- 2020: Damn

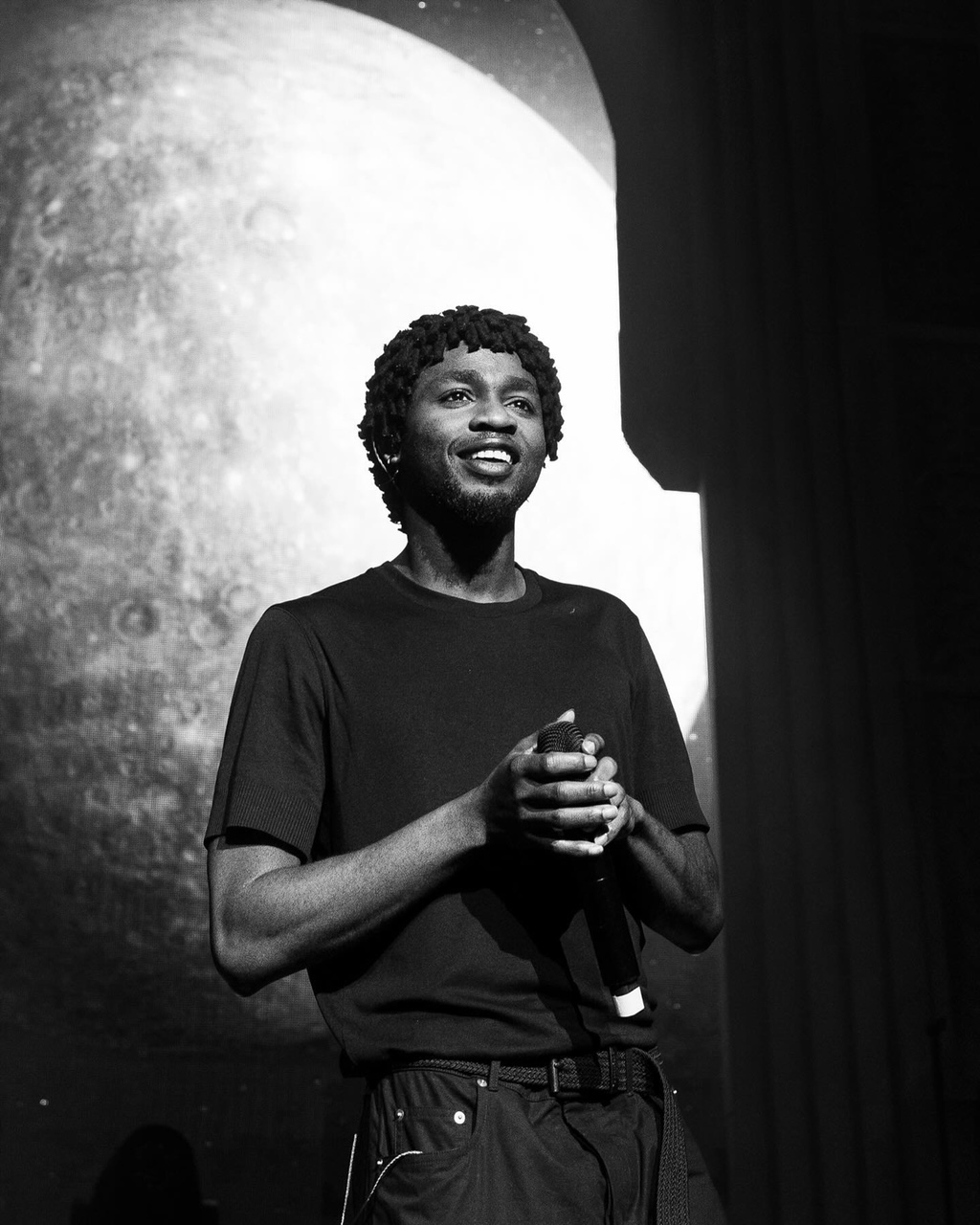
Omah Lay (2023)

- 2021: Forever (Remix) (mit Gyakie)
- 2021: Understand (UK: Silber)
- 2021: Free My Mind
- 2021: Winter Wonderland / Don’t Worry, Be Happy
- 2022: Attention (mit Justin Bieber)
- 2022: Soso (UK: Silber)
- 2023: Holy Ghost

### Gastbeiträge
- 2020: Tonight (Spinall feat. Omah Lay)
- 2020: Pami (DJ Tunez feat. Wizkid, Adekunle Gold & Omah Lay)
- 2021: Pronto (Ajebo Hustlers feat. Omah Lay)
- 2021: Peaches (Masterkraft Remix) (Justin Bieber feat. Alpha P and Omah Lay)
- 2022: Namek (Jul feat. Omah Lay)
- 2023: Soweto (Vict0ny feat. Omah Lay)
- 2024: My Dealer (Kaestyle feat. Omah Lay)

## Auszeichnungen für Musikverkäufe
| Goldene Schallplatte - Frankreich - 2024: für das Lied Bad - 2024: für die Single Understand - 2025: für das Album Boy Alone - 2025: für die Single Holy Ghost - Kanada - 2022: für die Single Attention - 2023: für die Single Understand - Spanien - 2025: für die Single Soso Platin-Schallplatte - Frankreich - 2023: für das Lied Namek - Kanada - 2024: für die Single Soso - Nigeria - 2023: für die Single I’m a Mess - 2023: für die Single Woman - Portugal - 2024: für die Single Soso | 2× Platin-Schallplatte - Nigeria - 2023: für die Single Philo - 2024: für die Single My Dealer 3× Platin-Schallplatte - Nigeria - 2023: für die Single Understand - 2024: für die Single Holy Ghost 4× Platin-Schallplatte - Nigeria - 2024: für das Lied Reason 5× Platin-Schallplatte - Nigeria - 2024: für die Single Soso Diamantene Schallplatte - Frankreich - 2025: für die Single Soso |

Anmerkung: Auszeichnungen in Ländern aus den Charttabellen bzw. Chartboxen sind in ebendiesen zu finden.
| Land/RegionAuszeichnungen für Musikverkäufe (Land/Region, Auszeichnungen, Verkäufe, Quellen) | Silber     | Gold     | Platin       | Diamant  | Verkäufe  | Quellen             |
| -------------------------------------------------------------------------------------------- | ---------- | -------- | ------------ | -------- | --------- | ------------------- |
| Frankreich (SNEP)                                                                            | —          | 4× Gold4 | Platin1      | Diamant1 | 883.333   | snepmusique.com     |
| Kanada (MC)                                                                                  | —          | 2× Gold2 | Platin1      | —        | 160.000   | musiccanada.com     |
| Nigeria (TCSN)                                                                               | —          | —        | 21× Platin21 | —        | 2.100.000 | turntablecharts.com |
| Portugal (AFP)                                                                               | —          | —        | Platin1      | —        | 10.000    | Einzelnachweise     |
| Spanien (Promusicae)                                                                         | —          | Gold1    | —            | —        | 30.000    | elportaldemusica.es |
| Vereinigtes Königreich (BPI)                                                                 | 3× Silber3 | —        | —            | —        | 460.000   | bpi.co.uk           |
| Insgesamt                                                                                    | 3× Silber3 | 7× Gold7 | 24× Platin24 | Diamant1 |           |                     |

## Auszeichnungen und Nominierungen
| Jahr | Preis                            | Kategorie                                 | nominiert für                                          | Resultat  | Ref    |
| ---- | -------------------------------- | ----------------------------------------- | ------------------------------------------------------ | --------- | ------ |
| 2020 | The Headies                      | Next Rated                                | Omah Lay                                               | Gewonnen  | [ 22 ] |
| 2020 | The Headies                      | Viewer’s Choice                           | Omah Lay                                               | Nominiert | [ 23 ] |
| 2020 | The Headies                      | Best R&B Single                           | Bad Influence                                          | Nominiert | [ 23 ] |
| 2020 | The Headies                      | Songwriter of the Year                    | Stanley Omah Didia – Bad Influence                     | Nominiert | [ 23 ] |
| 2021 | Net Honours                      | Most Played Pop Song                      | Godly                                                  | Gewonnen  | [ 24 ] |
| 2021 | Net Honours                      | Most Played RnB Song                      | Pami (DJ Tunez feat. Wizkid, Adekunle Gold & Omah Lay) | Nominiert | [ 24 ] |
| 2021 | All Africa Music Awards (AFRIMA) | Artiste of the Year in Africa             | Omah Lay                                               | Nominiert | [ 25 ] |
| 2021 | All Africa Music Awards (AFRIMA) | Best Artiste in Western Africa            | Omah Lay                                               | Nominiert | [ 25 ] |
| 2021 | All Africa Music Awards (AFRIMA) | Breakout Artiste of the Year              | Omah Lay                                               | Nominiert | [ 25 ] |
| 2021 | All Africa Music Awards (AFRIMA) | Best Artiste, Duo or Group in African Pop |                                                        | Nominiert | [ 25 ] |
| 2021 | Afro X Digitals Awards           | Break Out Act of the Year                 | Omah Lay                                               | Gewonnen  |        |